# Szilágyi Albert (tanár)
Szilágyi Albert, 1881-ig Spiegel Samu (Soma) (Kisszeben, 1851. április 24. – Budapest, 1911. augusztus 7.) bölcseleti doktor, állami főgimnáziumi tanár, Szilágyi Jolán festőművész, grafikus apja.

## Élete
Spiegel Ábrahám papírgyáros és Bacher Rozália fia. Az eperjesi evangélikus kollégium hat osztályának befejezése után 1867-től 1869-ig Budapesten a kereskedelmi akadémiát végezte; azután atyja papírgyári üzletében 1875-ig a gyakorlati kereskedelmi pályán működött. 1875-ben a Budapesti Tudományegyetem bölcseleti karán három évet töltött és 1880-ban középiskolai tanárvizsgálatot tett történelemből, német nyelv és irodalomból. Mint gyakorló és helyettes tanár a józsefvárosi reáliskolában, a gyakorló gimnáziumban és a terézvárosi polgári iskolában működött. 1885-ben állami ösztöndíjjal Párizsban tartózkodott; azután felváltva tanárkodott Székesfehérvárt a katolikus főgimnáziumban, a székelykeresztúri és nagyváradi állami főreáliskolában. A történelem, német és francia nyelv tanára volt a gyöngyösi állami főgimnáziumban. 1881-ben Spiegel családi nevét Szilágyira váltóztatta. Neje Légrády Eugénia volt.
Cikkeket írt a Pannoniába, a Felvidékbe és az Eperjesi Lapokba (1875-79), az utóbbi lapnak rendes munkatársa volt és ott közölte Jókai Oceania című művének német fordítását. 1884-ben vezércikkeket írt a Nagy-Károly és Vidékébe, illetve a Szatmármegyei Közlönybe. Párizsból 1885-ben tárcacikkeket írt a fővárosi hírlapokba és az Arader Zeitungba; cikke a gyöngyösi állami főgimnázium Értesítőjében (1906. A frankok honfoglalása; ism. Századok) stb.

## Munkái
- Az alsóbb néposztályok fejlődése Németországban a középkori institucziók befolyása alatt...
- A franczia történetírás fejlődése a középkorban. Székesfehérvár, 1887.
- A feudalismus előzményei. Nyíregyháza, 1889.
- A zsidóság és kereszténység, vagy képek a multból és a jelenből. Történelmileg és paedagogiailag megvilágította. Arad, 1904.